# 綾川ゆんまお
綾川 ゆんまお（あやかわ ゆんまお、11月25日 - ）は、日本のコスプレタレントで日本メイド協会理事。
近年はポップカルチャーイベントステージでのMCや、オタク文化、主にコスプレに関するリポーター、コメンテーター、ジャーナリストとしての活動が多い。世界コスプレサミット日本代表選考会、アニメイトパフォーマンスカーニバル全国大会などのコンテストで審査員を務めている。
レーシングチーム・グル〜ミ〜レーシングジーナスのプロデューサー兼レースクイーン。
活動内容は幅広く、コスプレイヤー・レースクイーン・グラビアアイドル・女優・漫画家・イラストレーター・ライター・デザイナー・プランナー、同人作家など多岐にわたる。
「元祖コスプレタレント」として知られる。「コスプレタレント」というポスト名を作り出した本人。

## 略歴
幼少時代からアニメや漫画が大好きで、趣味・特技は絵を描くことであった。そのためオタク道を突き進むこととなり、中学生の頃から同人活動とコスプレをはじめる（著書のオタめしクッキングにて腐女子であることをカミングアウトしている）。
2003年、コスプレイヤーとしてイベント参加しているところをスカウトされ、コスプレタレントに転身。モデルやレースクイーンとしても活動し、異彩を放つ。
活動開始当初、自身のスタイルに合う肩書がないという理由で「コスプレタレント」というポスト名を作り名乗り始めた元祖コスプレタレントである。また、その時代はコスプレに対する偏見がまだ多く様々に否定され続けたようだが、「コスプレが素敵な文化であることを正しく広く伝えたいという思いでやってきた」と語っている。
テレビ東京「萌えてムーチョ!」などの国内番組に出演するほか、イギリスBBC「Japanorama」、スペイン カナルクアトロ「OTAKU」などの日本文化を紹介する海外番組に多く出演。2006年からはアメリカなどで開催されている海外のコンベンションにも、ライブなどのステージパフォーマーやパネリストやコスプレコンテストの審査員などとしてゲスト出演している。また、現地では日本メイド協会の公式な講義も行っており、これまでの受講者にはサイン入りの証書が手渡されているようである。
日本が誇るオタク文化とコスプレの楽しさを広めるべくグローバルに活躍中。クリエイターとしても活動の幅が広く、キャラクターや衣装のデザイン、イラストの提供、企画プロデュースなどを手がけるほか、毎日新聞社運営の「まんたんウェブ」やアメリカで発売されているアニメ情報誌「OTAKU U.S.A」などにも連載を持っている。コスプレ雑誌「COSMODE」では座談会や海外のアニメコンベンション＆コスプレイヤーリポート、キャラ弁特集記事などを執筆している。
国内ではリポーターやMCとしての活躍が多く、「まんたんウェブ」でのコミケと東京ゲームショウのコスプレリポートとコメンテーターを担当。世界コスプレサミット予選会や東京ゲームショウのCosplayCollectionNight、アニメイトパフォーマンスカーニバル（アニパフォ）をはじめ、様々なイベントで開催されるコスプレや各地ポップカルチャー関連のステージでMCを務めることが多い。
2013年3月にはAS Racing内でくまのグル〜ミ〜とコラボしたグル〜ミ〜レーシングジーナスを発足させる。元々古い付き合いであった作者の森チャックに声をかけ、自ら企画しチームを始動させた。プロデュースを行いながらレースクイーンも務めた。
デザインを手掛けたレースクイーンコスチュームは、すーぱーそに子が着てフィギュア化しプライズとして展開された。
2014年12月には全国展開の自転車チェーン店ワイズロードが主催する「スポーツバイクデモ ワイズカップ」において、COSPLAY MODEとのコラボレーションとして「コスプレOK企画」のプロデュースを行った。運営側が公式に「コスプレOK」と謳う自転車イベントとして画期的な試みとなった。以降継続中のようである。
2010年7月10日の朝日新聞朝刊オピニオンページでは、自身のグローバルな経験談を基にコスプレイヤーの視点から堂々と表現して伝えることの大切さを語った。その際「オタクに国境はない。コスプレーヤーには言葉の壁がないんですよ。」と発言しており、これは5年前に初めてアメリカのコンベンションに参加してからずっと声を大にして言いたかったとのことである。同日のブログには
と書かれている。
2022年度を以てレースクイーン卒業を宣言したが、2023年10月21-22日に岡山国際サーキットで開催されたスーパー耐久第6戦でLOVEDRIVE RACINGより復帰。

## 人物
- 美術教員免許を持っている。
- 2003年10月に株式会社オペラハウスが結成させたコスプレユニットSAIの1期メンバーで、コスプレアイドルの先駆けとなった。
- 毎日新聞社運営のまんたんウェブでは夏コミ、冬コミ、ゲームショウのコスプレイヤー特集の取材を担当し、傾向や流行についての解説とコメントを添えている。
- 2007年8月発売の創刊号からコラムを連載している「OTAKU U.S.A」では「YU YU MAID」というタイトルで漫画の連載も開始した。
- 2008年5月より、ローズオンラインの「アーティスト・エイド」でコラボレートを開始、以来「オタめしシリーズ」のオリジナルデザインを提供している。
- アニメ・マンガ業界での交友関係があり、特に漫画家の藤沢とおるや麻宮騎亜などとはプライベートでの付き合いもある（藤沢とおると藤沢あやのの結婚式に尾崎南とともに出席していたり、麻宮騎亜の「彼女のカレラRS1巻には帯コメントを担当している）。シンガーでは石田燿子が自宅に泊まりに来るなどの様子が双方のブログに掲載された。貞本義行が描いた自身の似顔絵は宝物とのこと。
- 148cmという身長でレースクイーンを務めており、「世界最小アキバ系RQ」である。
- エコ活動に意欲的で、2008年4月のアースデーにおいて秋葉原駅電気街口にて日本メイド協会でマイ箸を配布する運動を企画、実施した。
- 東日本大震災を受け、2011年4月10日秋葉原駅中央口にて日本メイド協会で義援金の街頭募金活動を企画、実施した。
- アクセサリーはCHANEL、CHROME HEARTSが好きとのことで、よく身につけている姿が見られる。
- ジュエリーコーディネーターの資格を持ち、ジュエリー関連のビジネスもしている。
- 2013年12月、「弱虫ペダル」の影響でロードレーサーに乗り始める（鳴子章吉ファンでピナレロを購入）。

## 著書
- オタめしクッキング（出版/グラフ社）2007.8.10発売

## 出演作品

### TV（国内）
- テレビ東京
  - 【萌えてムーチョ】★萌えドル（レギュラー）
- 群馬テレビ
  - 【超速戦士G-FIVE】★ヒロイン鶴野つばさ役
- テレビ埼玉
  - 【愛に恋】
- 読売テレビ
  - 【大阪ほんわかテレビ】
- TOKYO MX TV
  - 【U・LA・LA】
- TOKYO MX TVほか一部民放とスカパー!「歌謡ポップスチャンネル」
  - 【うたなび!】
- CSフジ
  - 【コスコスプレプレ】
- 朝日放送
  - 【おはよう朝日です】
- スカパー！371ch
  - 【コスプレイヤー図鑑】
  - 【魅惑のバスタオルアワー】
- GyaO JOCKEY
  - 【“B級映画のクロサワアキラ”河崎実監督のやっぱり生で気持ちがいい男】
- USTREAM
  - 【KYOSHOアリスモータースTV】
- フジテレビ
  - 【ヅラ刑事 頭上最大の決戦】
- MONDO21
  - 【デジドル＠DEEP】  など

### wiiチャンネル
- テクモ
  - バーチャルコンソールアーケード プレイ動画

### TV（海外）
- イギリスBBC
  - 【japanorama】
- スペイン カナル・クアトロ
  - 【OTAKU】
  - 【OTAKUReloaded】
- オランダ ブルーサークルTV
  - 【Lost in Tokyo】
- ベルギー
  - 【Lost in Tokyo】
- シンガポール Channel NewsAsia
  - 【Almost Famous】
- アメリカ TravelChannelCableNetwork
  - 【Bizarre Worlds with Andrew Zimmern】
- ナショナルジオグラフィックTV
  - 【TABOO】 など

### コラム・漫画連載
- じゃぽかる
  - 【 綾川ゆんまおのターンでコラムいかがですか】
- OTAKU U.S.A（アメリカ＆カナダで発売中）
  - 【Cosplay Cafe with Yunmao Ayakawa】 など

### 執筆活動
- COSMODE
  - 【キャラ弁特集】【腐女子座談会】など
- まんたんウェブ
  - 【ゆんまおの恋愛処方箋】
  - 【海外イベントレポート】他
- 月刊ポジション
  - 【ゆんまおNOTE】 など

### 国内イベント出演
- アニメイトパフォーマンスカーニバル（2013年10月〜）MC
- 世界コスプレサミット日本代表選考会2014 アニメイト予選 審査員
- 世界コスプレサミット日本代表選考会2014 ニコニコ超会議3予選 MC
- 世界コスプレサミット日本代表選考会2015　審査員
- 世界コスプレサミット日本代表選考会2016　審査員
- 世界コスプレサミット日本代表選手会2017　審査員
- 世界コスプレサミット日本代表選手会2018　審査員
- 世界コスプレサミット日本代表選手会2019　審査員
- 東京ゲームショウ（2010年9月）【コスプレダンスナイト】MC
- 東京ゲームショウ（2011年9月-）【Cure Cosplay Collection Night@TGS】MC
- 東京ゲームショウ（2012年9月-）【Cure Cosplay Collection Night@TGS】MC
- 東京ゲームショウ（2013年9月-）【Cure Cosplay Collection Night@TGS】MC
- 東京ゲームショウ（2014年9月-）【Cure Cosplay Collection Night@TGS】MC
- 東京ゲームショウ（2015年9月-）【Cure Cosplay Collection Night@TGS】MC
- 東京ゲームショウ（2016年9月-）【Cure Cosplay Collection Night@TGS】MC
- 東京ゲームショウ（2017年9月-）【Cure Cosplay Collection Night@TGS】MC
- 東京ゲームショウ（2018年9月-）【Cure Cosplay Collection Night@TGS】MC
- 東京ゲームショウ（2019年9月-）【Cure Cosplay Collection Night@TGS】MC
- 富山こすぷれフェスタ（2019年9月-）【コスプレパフォーマンスステージ】MC
- 国際アニメフェア（2013年3月）【世界コスプレサミット日本代表選考会】MC
- ルミネtheよしもと 次長課長トークライブ（2013年12月）【先着10名様に限り】ゲスト出演
- 大ぽぷかる展（2013年9月）MC ※愛知県知事から広報大使に任命される
- まえばし・痛車・コスプレ ストリートフェスタ（2012年11月）MC・ステージ出演
- まえばし・痛車・コスプレ ストリートフェスタ（2013年9月）MC・ステージ出演
- アニ玉祭プレイベントin東京スカイツリータウン（2013年10月）MC
- 立川あにきゃん（2013年10月）【Tokyo Cosplay Collection】MC
- Animate Girls Festival【D2ステージ】MC
- Online Game Messe（2009年12月）巫女グランプリ審査員
- 萌車フェスティバル ゲスト出演
- 名古屋ドリームカーショー【PALM TOWN】
- 東京ゲームショウ【デジタルワークス】MC  など

### 世界イベント出演
- 2006.6 【AnimeMidAtlantic】アメリカ バージニア州
- 2007.3 【DaigaCon】アメリカ ケンタッキー州
- 2007.6 【AnimeMidAtlantic】アメリカ バージニア州
- 2008.7 【UjENA SwimwearPageant!ENA】アメリカ メリーランド州
  - （UjENA ミス水着コンテスト審査員）
- 2009.6 【AnimeMidAtlantic】アメリカ バージニア州
- 2009.8 【香港動漫電玩節】香港
- 2010.2 【活コンKatsucon16】アメリカ メリーランド州
- 2011.2 【活コンKatsucon17】アメリカ メリーランド州
- 2011.10 【中国杭州文化創意産業博覧会】中国 杭州
- 2013.6 【AnimeMidAtlantic】アメリカ バージニア州
- 2013.6 【JAFAX】アメリカ ミシガン州
- 2013.10 【RealmsCon】アメリカ テキサス州
- 2015.6 【AnimeMidAtlantic】アメリカ バージニア州など

### レースクイーン
- 2005年
  - スーパー耐久シリーズ - 【RS OGAWA】
  - SUPER GT - 【ARKTECHアメリカンレーシング】
  - motoGP - 【アプリリア Campetella Racing】
- 2006年
  - スーパー耐久 - 【RS OGAWA】
- 2007年
  - スーパー耐久 - 【PALM TOWN】
- 2008年
  - スーパー耐久 - 【PALM TOWN】
- 2009年
  - スーパー耐久 - 【Feline Racing】
- 2010年
  - スーパー耐久 - 【PALM TOWN】
  - 全日本ロードレース - 【クレバーウルフ】
- 2011年
  - スーパー耐久 - 【KYOSHOアリスモータース】
- 2012年
  - スーパー耐久 - 【KYOSHOアリスモータース】AS SPEED ANGELS
- 2013年
  - スーパー耐久 - 【グル〜ミ〜レーシングジーナス】AS SPEED ANGELS ※兼プロデューサー
- 2014年
  - GT ASIA - 【CRAFT bamboo Racing】
  - スーパー耐久 - 【グル〜ミ〜レーシングジーナス】AS SPEED ANGELS ※兼プロデューサー
- 2015年
  - SUPER GT - 【Cars Tokai Dream28 シンティアム・アップル・ロータス】PETRONAS SYNTIUM LADIES
  - スーパー耐久 - 【グル〜ミ〜レーシングジーナス】AS SPEED ANGELS ※兼プロデューサー
- 2016年
  - スーパー耐久 - 【W.S.ENGINEERING】[4]
- 2017年
  - スーパー耐久-【OKABEJIDOSHA motorsport】[5]
- 2018年
  - スーパー耐久-【バースレーシングプロジェクト】[6]BRP SOUL ANGEL
- 2019年
  - スーパー耐久-【LOVE DRIVE RACING】
  - MFJ全日本ロードレース選手権-【伊藤レーシングBORGカスタム】
- 2020年
  - スーパー耐久-【Team BRIDE】
- 2021年
  - スーパー耐久-【LOVE DRIVE RACING】
- 2022年
  - スーパー耐久-【LOVE DRIVE RACING】

### CD
AS Racingレースクイーンユニットとして公式テーマソングCD発売、スーパー耐久ステージをはじめ様々なイベントでライブ活動を行っている
- 2011年　Ali-z
  - 【Akashic】－まほろばRecords MHLB-0005
- 2012年　AS Speed Angels
  - 【Winners Glory】－ひろだくしょん HRIM-0001
- 2013年　AS Speed Angels
  - 【Get The Victory】－ひろだくしょん HRIM-0002

### 自転車関連
- 2014.6 TBSラジオ【ミラクル・サイクル・ライフ】出演
- 2014.12 【スポーツバイクデモ ワイズカップ】MC ※兼コスプレ企画プロデューサー
- 2015.12 【スポーツバイクデモ ワイズカップ】MC ※兼コスプレ企画プロデューサー
- 2016.4 【スポーツバイクデモin愛媛】MC ※兼コスプレ企画プロデューサー

### DVD
- For-side.com（2005.8.25）
  - 【COSTUME PLAYER'S RENAISSANCE】
- BM.3（2006.1.25）
  - 【AYAKAWA YUNMAO】
- 英知出版（2006.3.10）
  - 【萌えドルの館】
- BM.3（2006.8.25）
  - 【萌えっこ＠TV】
- BM.3（2006.9.25）
  - 【萌えっこ＠TV2】 など

### モデル
- KID NEMO COMPANY（アメリカ/フィギュアショップ）
- COVE, PIRATE MERCENARY（アメリカ/TenBu Productions）
- クリアストーン（コスプレ衣装モデル）
- GAME World 携帯アプリ（携帯サイト/パズルゲーム化）
- ぷるぷる 携帯アプリ（携帯サイト/麻雀ゲーム化）

### 雑誌
- COSPLAY USA ※初音ミクのコスプレで表紙になる
- メトロポリス
- 女性セブン
- アームズマガジン
- FLASH
- Sabra
- 週刊実話
- ポジション
- URECCO など

### キャラクターデザイン
- 【ローズオンライン】
  - アーティストエイド・コラボ（アバターデザイン提供）
- 【萌えてムーチョ（テレビ東京）】
  - メインイメージキャラクター
- 萌えドルキャラ化
  - 【ネタめーる（携帯サイト）】
- TVCM用キャラクター
  - 【ぷるぷる（携帯サイト）】
- TVCM用キャラクター など

### 衣装デザイン
- ドラゴンソフト コンパニオン衣装
- 某ゲームキャラクター衣装
- 萌えてムーチョ 萌えドル衣装
- 萌えてムーチョ プチ萌え衣装
- RS OGAWA2006コスチューム
- PALMTOWN2007コスチューム
- グル〜ミ〜レーシングジーナスコスチューム